# Monte Leco
Der Monte Leco (im Ligurischen: Monte Lecco) ist ein 1071 m s.l.m. hoher Berg auf der Grenze der norditalienischen Metropolitanstadt Genua und der Provinz Alessandria. Er befindet sich im Gebirgszug des Ligurischen Apennins. Der Berggipfel, auf dem mehrere Fernsehsendemasten errichtet wurden, kann über eine Privatstraße von dem Passo della Bocchetta aus erreicht werden.
Vom Gipfel des Monte Leco hat man einen Blick über das Val Polcevera und über die umliegenden Berge Monte Figogna, Monte delle Figne, Monte Tobbio und Monte Antola. In nördlicher Richtung, jenseits des Val Lemme, sind Novi Ligure und die umliegende Ebene auszumachen. Bei besonders guten Sichtverhältnissen kann man im Süden das Profil von Korsika und im Norden den Monte Rosa und das Matterhorn sehen.